# Vittore Deliliers
Vittore Deliliers (Ferrara, 1º agosto 1849 – Milano, 2 febbraio 1932) è stato un tenore italiano, al tempo considerato uno dei massimi cantanti lirici.

## Biografia
Nacque a Ferrara dalla nobile e facoltosa famiglia dei Conti Deliliers. Intraprese come i fratelli gli studi in ingegneria. In seguito appassionato dalla musica si dedicò al canto. Divenuto ben presto un ottimo tenore nel 1874 fece il debutto al Teatro Rossini di Roma. Nel 1883 inscena il ruolo di Leopoldo de "L'Ebrea" di J.F.Halevy alla prima della Scala di Milano. Smise di cantare nel 1889 a seguito della morte dell'amante Malvezzi. Morì a Milano nel 1932.